# Rodney Mullen
John Rodney Mullen  (Gainesville, Florida, 17 de agosto de 1966) es un skater estadounidense, considerado uno de los mejores y más influyentes de la historia del skateboarding.
Creó una gran cantidad de trucos en las décadas de 1980 y 1990, entre ellos el ollie en superficie plana, el heelflip, el 360 flip y el impossible, que son los fundamentos y trucos más utilizados del skateboarding moderno, en los estilos vert, street y freestyle. Mullen ha sido patrocinado por Almost, Globe Shoes, Matix y Tensor. Pasó bastantes años alejado del deporte, pero continuó inventando variaciones de trucos.

## Premios, reconocimientos e influencia
En 2002, Mullen ganó el Premio Transworld Skateboarding Readers al skater del año. En diciembre de 2011, Transworld lo incluyó en su lista de los treinta patinadores más influyentes de todos los tiempos, en tercera posición, detrás de  Mark Gonzales y Tony Hawk. En 2013, Transworld se refirió a Mullen como el patinador más importante de todos los tiempos:

Rodney Mullen construyó la casa donde vive el monopatín. Después de inventar el Ollie de superficie plana, en sí mismo quizás el truco más influyente de la historia, pasó a revelar kickflips, backflips, heelflips, 360 flips, doble flips, impossibles, darkslides, y demás. Sin Rodney, el skateboard todavía estaría en la edad oscura.
Transworld Skateboarding Readers 

En su autobiografía, Tony Hawk señala:

… El estilo libre es directamente responsable del patinaje callejero. Rodney Mullen descubrió cómo hacer el Ollie en terreno plano, y el patinaje en la calle no existiría sin ese Ollie. Cada vez que haces un Ollie, debes arrodillarte y agradecer a Rodney o llevarlo a comer si lo ves patinar por Los Ángeles. Los trucos vert realizados ahora, como un heelflip frontside cab, no serían posibles sin la heelflip, gracias a Rodney y del estilo libre. El kickflip Indy? Rodney inventó el kickflip. ¿Ollie Impossible? Rodney, Rodney, Rodney, Rodney.
Tony Hawk 

En mayo de 2013, Mullen fue miembro del Salón de la Fama del Skateboarding, y estuvo presente en la ceremonia de premiación que se celebró en California. El compañero skater profesional Steve Caballero compartió sus experiencias sobre Mullen antes de la presentación del premio, y le dio crédito a Mullen por haberle cambiado la cara al skateboarding.
El skater profesional Paul Rodríguez identificó a Mullen como uno de sus diez mejores skaters profesionales en julio de 2013. Rodríguez explicó su selección en su sitio web personal:

Mark Gonzales y Rodney Mullen prácticamente innovaron casi todo en el skate callejero. Rodney siempre ha tenido los trucos más difíciles y alucinantes, además de haber inventado 50, 60, quién sabe cuántos trucos. Él inventó casi todos los trucos modernos en terreno plano que estamos haciendo hoy.
Paul Rodríguez 

El skater Anthony Pappalardo, de The RIDE, declaró por su parte que: 

Desde la creación casi individual de todo el vocabulario de trucos basados en flips hasta la revolución de las tablas debajo de nuestros pies, Rodney Mullen es la mayor influencia en el skateboard moderno.
Anthony Pappalardo 

## Trucos inventados
- Ollie en superficie plana
- Kickflip
- Heelflip
- Godzilla rail flip (1979)
- 540 shuv-it (1979)
- 50/50 Saran wrap (1979)
- 50/50 Casper (1980)
- Helipop (1980)
- Gazelle flip (1981)
- No-handed 50/50 (1981)
- No-handed 50/50 kickflip
- Kick flip (1982)
- 540 double kickflip
- Heel flip (1982)
- Double heelflip
- Impossible (1982)
- Sidewinder (1983)
- 360 flip (1983)
- Switch 360 flip
- 360 pressure flip (1983)
- Casper 360 flip (1983)
- Half-cab kick flip (1983)
- 50/50 sidewinder (1983)
- One-footed ollie (1984)
- Backside flip (Backside 180 Kickflip) (1984)
- Ollie nosebone (1986)
- Ollie finger flip (1986)
- Ollie Airwalk (1986)
- Frontside heel flip shove-it (1988)
- Switchstance 360 flip (1990)
- Helipop heel flip (1990)
- Kick flip under flip (1992)
- Half-cab kickflip underflip(1992)
- Casper slide (1992)
- Half flip darkslide
- Handstand flips
- Primo grinds and slides
- Pressure flip
- Pressure heelflip
- Million flip
- Casper slide
- Darkslide
- Underflip's
- One foot's
- Hardflip
- 360 hardflip
- Varial hardflip
- 360 varial hardflip
- Boneless (180,360)
- Ollie imposible
- 5-0 grind
- 50-50 grind
- Casper 360 flip
- Varial flip
- Quad heelflip
- Gazelle underflip
- Nosé grind
- 540 flip
- 720 flip
- Nosebone
- Fakie 360 heelflip to wrap 180
- Space walk
- Alabama shovit
- Anti Casper flip

- Fakie ollie to 360 flip

## Apariciones en videojuegos
Rodney Mullen ha aparecido en la cultura moderna como lo es en la saga de videojuegos de Tony Hawk como en Tony Hawk's Pro Skater (2, 3, 4), Tony Hawk's Underground (1, 2), Tony Hawk's American Wasteland (igualmente para su versión de NDS: Tony Hawk's American Sk8land), Tony Hawk's Project 8, Tony Hawk's Proving Ground, 
Tony Hawk Ride y Tony Hawk's Shred.

## Videografía

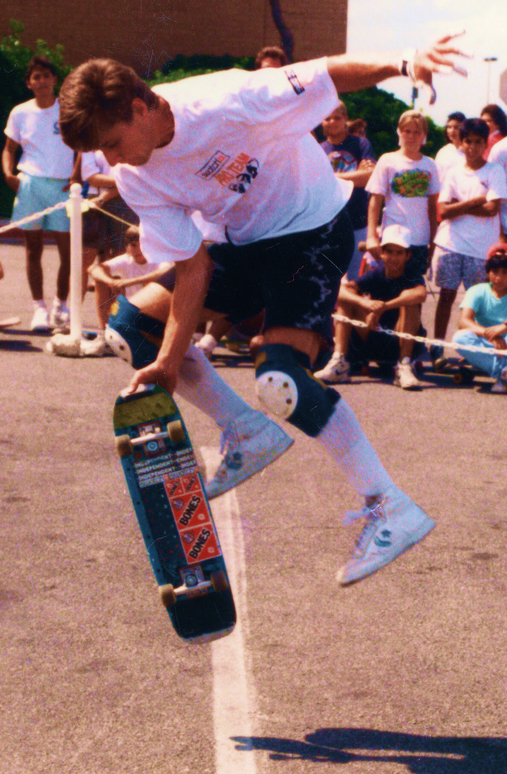
Mullen en 1988

- Powell Peralta: Skateboarding in the 80’s (1982)
- Powell Peralta: The Bones Brigade Video Show (1984)
- Powell Peralta: Future-Primitive (1985)
- Powell Peralta: The Search for Animal Chin (1986)
- Powell Peralta: Public Domain (1988)
- Vision: Psycho Skate (1988)
- World Industries: Rubbish Heap (1989)
- Plan B: Questionable (1992)
- Plan B: Virtual Reality (1993)
- Plan B: Second Hand Smoke (1994)
- Plan B: The Revolution (1997)
- World Industries: Rodney Mullen vs Daewon Song (1997)
- World Industries: Round 2, Rodney Mullen vs Daewon Song (1999)
- Globe Shoes: Opinion (2001)
- ON Video: Winter 2002 Issues (2002)
- Almost Skateboards: Rodney Mullen vs Daewong Song Round Three (2004)
- The Man Who Souled the World (2007)
- Globe Shoes: United by Fate (2009)
- Rodney Mullen: Liminal "Trailer"(2016)